# Ranket
Een ranket, raket, rackett of wurstfagott is een muziekinstrument uit de Renaissance.
De naam is afgeleid van het werkwoord ranken, wat winden of wikkelen betekent.
De renaissance-ranket is een blaasinstrument met een dubbelriet, waarvan de cilindrische resonantiebuis niet - zoals bij de dulciaan, kortholt of fagot - in tweeën "gevouwen" is, maar in negenen. Dit werd bereikt door een vrij dik stuk hout negenmaal te doorboren en de boringen aan de boven- en de benedenzijde van het stuk hout aan elkaar te verbinden. Op deze manier had men een compact instrument dat gemakkelijk verplaatsbaar was en toch een baspartij kon spelen omdat de totale buislengte negen keer zo lang was als het instrument.
Een probleem was dat om het instrument bespeelbaar te maken er ook vingergaten in de negen buisdelen aangebracht moesten worden. Er waren meer gaten nodig dan er vingers beschikbaar waren. Men bracht daarom pijpjes aan in sommige gaten, en maakte die op lengte zodat de gaten met de verschillende kootjes van dezelfde vinger afgesloten konden worden. Dat zorgde er weer voor dat de speeltechniek niet eenvoudig aan te leren was. Ook de klank van dit vestzakinstrument haalde het niet bij de dulciaan en zijn opvolger, de fagot.
Later is ook een barok-ranket ontwikkeld met een conische, tienvoudige boring. De barok-ranket was een compacte vervanger voor de barok-fagot maar is door zijn zwakkere klank en zijn moeilijke bespeelbaarheid nooit populair geworden.